# Barbara La Marr
Barbara La Marr (née Reatha Watson le 28 juillet 1896 à Yakima, État de Washington, et morte le 30 janvier 1926 à Altadena, Californie) est une actrice, danseuse, poétesse et scénariste américaine.

## Biographie
Elle tient ses premiers rôles sur les planches à huit ans, puis danse en duo avec Ben Deeley. Elle débute au cinéma comme auteur, en 1920, avec le scénario autobiographique Flame of Youth. Douglas Fairbanks, sacré « roi de Hollywood », lui donne un rôle secondaire dans L'Excentrique, puis lui offre celui de Milady dans Les Trois Mousquetaires, film réalisé par Fred Niblo. Sa beauté remarquable la dispose aux rôles exotiques et aventuriers des superproductions de la MGM, dont le patron, Louis B. Mayer, est probablement amoureux d'elle.
Barbara La Marr, opposée à la virginale Lillian Gish, joue dans Le Prisonnier de Zenda de Rex Ingram, La Bouteille enchantée de Maurice Tourneur, La Ville éternelle de George Fitzmaurice et The Girl from Montmartre d'Alfred E. Green.
Durant le tournage de ce dernier film, elle meurt à 29 ans des suites d’une tuberculose doublée d'une néphrite.
Elle est enterrée dans le cimetière Hollywood Forever et possède une étoile sur le Hollywood Walk of Fame de Los Angeles,.

### Dans la culture populaire
Mayer lui rendra hommage, plus de dix ans après, en attribuant à l'actrice autrichienne Edwige Kiesler le pseudonyme d'Hedy Lamarr, quand d'autres sources indiquent une motivation sans lien avec Barbara La Marr précocement disparue,.

## Filmographie partielle

### En tant qu'actrice

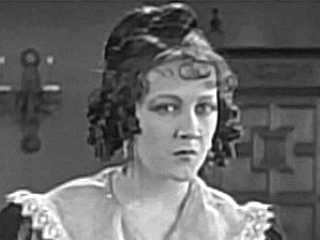
Dans Les trois mousquetaires (1921)

- 1920 : Le Séducteur (Harriet and the Piper) de Bertram Bracken : (créditée Barbara Deely) .... Tam O'Shanter Girl
- 1920 : Flame of Youth d'Howard M. Mitchell
- 1921 : L'Excentrique (The Nut) de Theodore Reed : Claudine Dupree
- 1921 : Desperate Trails (en) de John Ford : Lady Lou
- 1921 : Les trois mousquetaires (The Three Musketeers) de Fred Niblo : Milady de Winter
- 1921 : Cinderella of the Hills de Howard M. Mitchell : Kate Gradley
- 1922 : Arabian Love de Jerome Storm : Themar
- 1922 : Domestic Relations de Chester Withey : Mrs. Martin
- 1922 : Le Prisonnier de Zenda (The Prisoner of Zenda) de Rex Ingram : Antoinette de Mauban
- 1922 : Le Suprême Rendez-vous (Trifling Women) de Rex Ingram : Jacqueline de Séverac/Zareda
- 1922 : Le Bac tragique (Quincy Adams Sawyer) de Clarence G. Badger : Lindy Putnam
- 1923 : L'Amour commande (The Hero) : Hester Lane
- 1923 : La Bouteille enchantée (The Brass Bottle) de Maurice Tourneur : La reine
- 1923 : Poor Men's Wives : Laura Bedford/Laura Maberne
- 1923 : Souls for Sale : Leva Lemaire
- 1923 : Les Étrangers de la nuit (Strangers of the Night) de Fred Niblo : Anna Valeska
- 1923 : La Petite Fée (St. Elmo) de Jerome Storm : Agnes Hunt
- 1923 : L'Éternel Combat (The Eternal Struggle) de Reginald Barker : Camille Lenoir
- 1923 : La Ville éternelle (The Eternal City) de George Fitzmaurice : Donna Roma
- 1924 : Guerrita (Thy Name Is Woman) de Fred Niblo : Guerita
- 1924 : Le Fatal Mirage (The Shooting of Dan McGrew) de Clarence G. Badger : Lou Lorraine
- 1924 : La Phalène blanche (The White Moth) de Maurice Tourneur : Mona Reid/The White Moth
- 1924 : Hello, 'Frisco de Slim Summerville
- 1924 : Sandra : Sandra Waring
- 1925 : The Heart of a Siren : Isabella Echevaria
- 1925 : The White Monkey : Fleur Forsyte
- 1926 : The Girl from Montmartre : Emilia Faneaux

### En tant que Scénariste
- 1920 The Land of Jazz (comme Barbara La Marr Deely) (histoire)
- 1920 The Mother of His Children (comme Barbara La Marr Deely) (histoire)
- 1920 Rose of Nome (comme Barbara La Marr Deely)
- 1920 The Little Grey Mouse
- 1920 Flame of Youth
- 1924 La phalène blanche (The White Moth)
- 1924 My Husband's Wives

## Galerie

Portraits
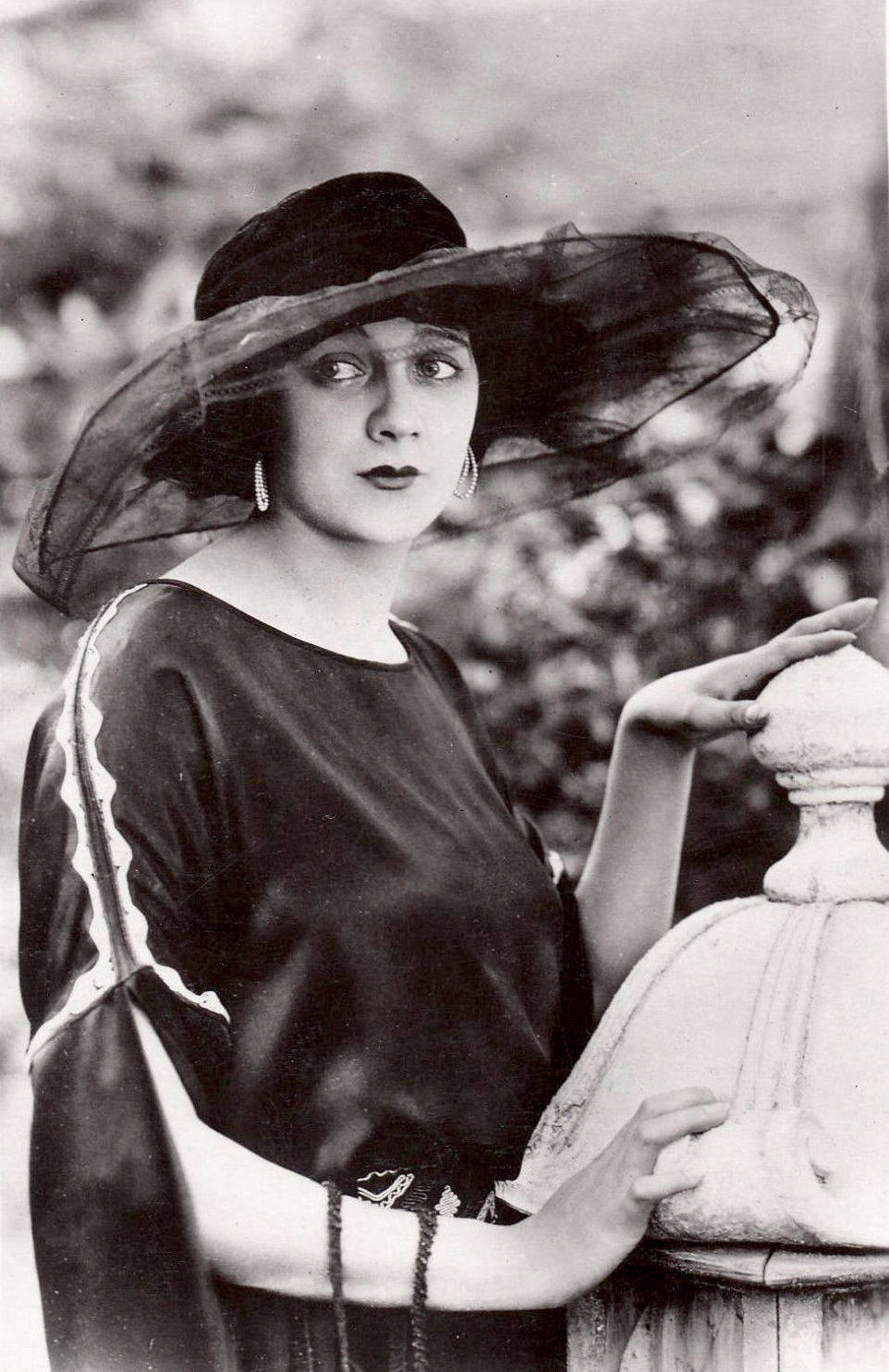
1922
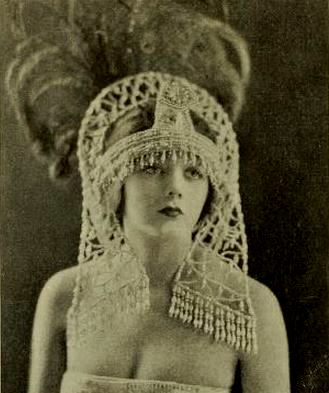
1922
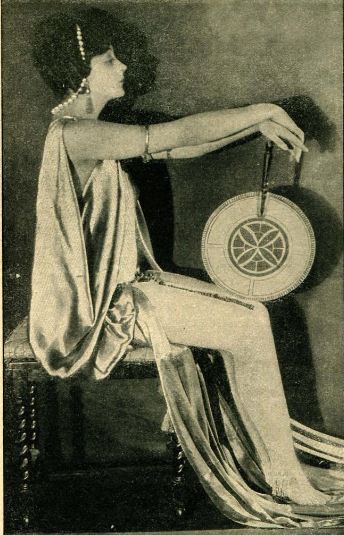
1923
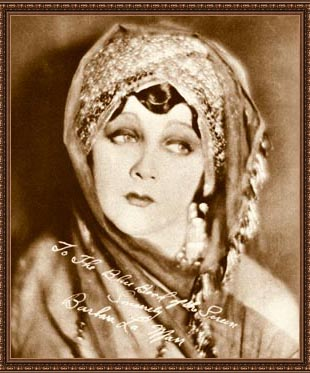
1923
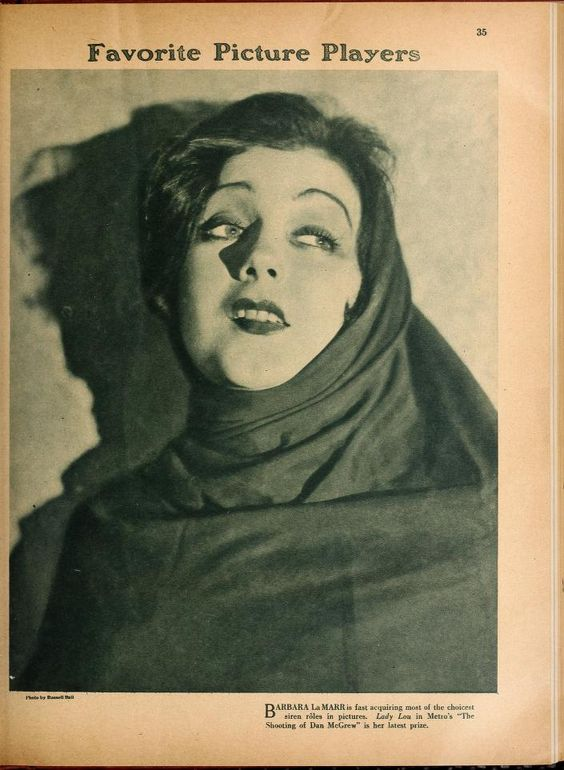
1924
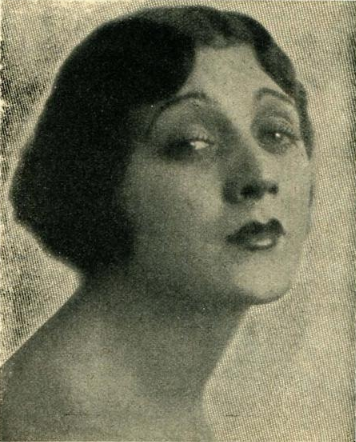
1923
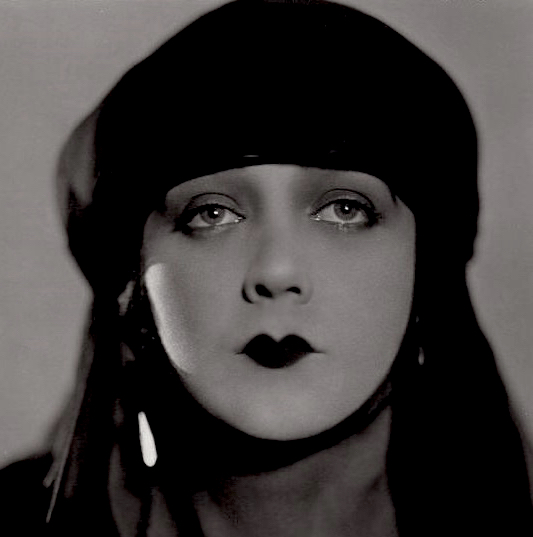
1923
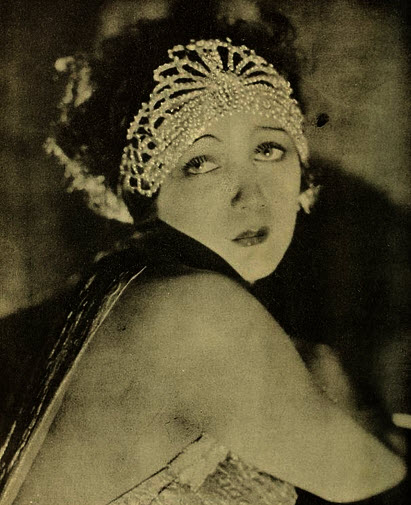
v. 1923
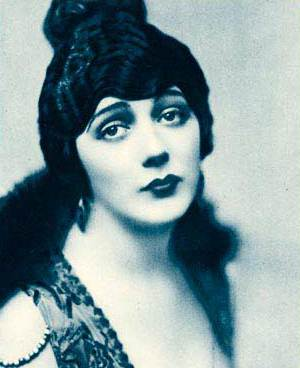
1924